# Холестатический синдром
Холестатический синдром, холеста́з (от др.-греч. χολή «жёлчь»  στάσις «стояние») — уменьшение поступления жёлчи в двенадцатиперстную кишку из-за нарушения её образования, экскреции или выведения вследствие патологических процессов, которые могут быть локализованы на любом участке от синусоидальных мембран гепатоцитов до фатерова (дуоденального) соска. Во многих случаях холестаза механическая блокада желчевыводящей системы, ведущая к механической желтухе, отсутствует.
Холестатический синдром подразделяется на внутрипечёночный и внепечёночный.
Внутрипечёночный связан с нарушениями синтеза компонентов жёлчи и их поступлением в жёлчные капилляры.
Причины: внутриутробная инфекция, сепсис, эндокринные расстройства (гипотиреоз), хромосомные расстройства (трисомия 13,17/18), лекарственная терапия, врождённые нарушения метаболизма (галактоземия, муковисцидоз, недостаточность альфа1-антитрипсина), семейные синдромы (синдром Алажилля и др.).
Внепечёночный связан с нарушением проходимости по желчевыводящим путям в связи с нарушением структуры и функции желчевыводящей системы: атрезия желчевыводящих путей, киста холедоха, другие аномалии желчевыводящих путей, холедохолитиаз, сдавление протоков, глистные инвазии (описторхоз), синдром сгущения жёлчи, дискинезия желчевыводящих путей.

## Клинические признаки холестаза
- желтуха
- светлый (ахоличный) кал
- тёмная моча («цвета пива»)
- увеличение печени
- кожный зуд
- чувство тяжести или боли в правом подреберье спереди (в точке желчного пузыря), а потом и сзади (в реберно-позвоночном углу) с иррадиацией в правое плечо, лопатку, ключицу, правую половину шеи, иногда доходящие до нестерпимых (желчная колика)
- чувство горечи во рту
- запор

## Лабораторные признаки холестаза
- повышение уровня билирубина (конъюгированного) в крови
- повышение активности щелочной фосфатазы (ЩФ) в крови (особенно печёночного изофермента)
- повышение активности гамма-глутамил-транспептидазы (γ-ГТП) в крови
- повышение активности лейцинаминопептидазы (ЛАА) в крови
- повышение активности 5-нуклеозидазы в крови
- повышение уровня холестерина в крови
- повышение уровня жёлчных кислот в крови
- повышение уровня меди в крови
- повышение уровня уробилиногена в моче
- повышение уровня липопротеина-X

На многие показатели могут оказывать влияние иные, чем холестаз, изменения в организме, в связи с чем изолированная их интерпретация может быть ошибочной. Также стандартные биохимические методы исследования крови позволяют выявить признаки холестаза при замедлении пассажа жёлчи не менее чем на 20 %, в связи с чем их нельзя считать ранними признаками (Попов В. Г., 1993).
Выраженность симптоматики в целом и отдельных признаков холестаза может значительно варьироваться при различных заболеваниях от минимальной до высокой.
Дополнительным признаком холестаза является наличие густой жёлчи (билиарного сладжа) в просвете жёлчного пузыря. Достоверно подтвердить наличие холестаза можно при помощи гепатобилиарной сцинтиграфии по замедлению поступления радиофармпрепарата в двенадцатиперстную кишку.